# ブランコ・エルスナー

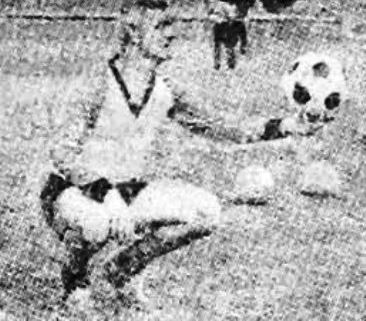
ブランコ・エルスナー

ブランコ・エルスナー（Branko Elsner、ブランコ・エルスネルとも、1929年11月23日 - 2012年11月17日）は、スロベニア出身のプロサッカーのコーチ・監督。

## 来歴
オーストリアでクラブチームの監督を務めた後1985年-1988年にオーストリア代表監督を歴任。
1997年にブランメル仙台（現-ベガルタ仙台）の監督を務めたがシーズン途中で辞任した。
息子のマルコ、孫のルカとロクもサッカー選手。マルコはロサンゼルスオリンピックのユーゴスラビア代表のメンバーで銅メダリストでもある。ルカは引退後に指導者に転じて2019年からアミアンSCの監督を務めている。

## 監督成績
| 年度   | 所属リーグ | 試合数 | 勝利 | 敗戦 | 引分 | 順位 | チーム         |
| ------ | ---------- | ------ | ---- | ---- | ---- | ---- | -------------- |
| 1997年 | 旧JFL      | 10     | 3    | 7    | -    |      | ブランメル仙台 |

* 第10節終了後に監督を辞任。後任にはミロシュ・ルスゴールキーパーコーチが昇格した。